# 2006 في الجزائر
فيما يلي قوائم الأحداث التي وقعت خلال عام 2006 في الجزائر.

## سياسة

### تعيين في المنصب
- 24 مايو – عبد العزيز بلخادم الوزير الأول الجزائري.

### انتهاء فترة المنصب
- 24 مايو – أحمد أويحيى الوزير الأول الجزائري.

## رياضة
- 1 سبتمبر إلى 13 سبتمبر-تنظيم الدورة الرياضية العربية المدرسية السادسة عشر بالجزائر[1]

## أفلام
من الأفلام التي صدرت هذه السنة في الجزائر:
- 1 يناير – بركات من إخراج جميلة الصحراوي.

## وفيات

### مايو
- 15 مايو – شيخة ريميتي (مواليد 1923)

### يونيو
- 1 يونيو – لكحل عياط (مواليد 1936) سياسي جزائري.

### يوليو
- 17 يوليو – الهاشمي قروابي (مواليد 1938)